# Flagge Neuseelands
Die Flagge Neuseelands wird in ihrer jetzigen Form bereits seit dem Jahr 1869 verwendet. Sie wurde mit dem New Zealand Ensign Act am 12. Juni 1902 die offizielle Nationalflagge des Pazifikstaates. Die Flagge basiert auf der britischen Blue Ensign.

## Beschreibung und Bedeutung

### Aufbau

Aufbau der neuseeländischen Flagge.

Die Flagge lässt sich in zwei Bereiche, die sich auf dunkelblauem Hintergrund befinden, unterteilen:
Der Union Jack, die Flagge der ehemaligen Kolonialmacht Großbritannien, befindet sich in der vorderen oberen Ecke der neuseeländischen Flagge und stellt deren Gösch dar. Die Benutzung des Union Jack symbolisiert die Verbundenheit zum Vereinigten Königreich und die Mitgliedschaft Neuseelands im Commonwealth of Nations. Bei einer Flaggengröße von 240 cm Breite und 120 cm Höhe nimmt die Nationalflagge des Vereinigten Königreichs genau ein Viertel der Gesamtfläche ein und ist somit 120 cm breit und 60 cm hoch.
Auf dem Flugteil befinden sich auf blauem Grund vier fünfzackige und von einer jeweils 1 cm starken weißen Einfassung umrahmte rote Sterne. Diese stellen das Sternbild Kreuz des Südens dar, das Neuseelands Lage auf der Südhalbkugel zum Ausdruck bringen soll. Es handelt sich hierbei nicht um ein symmetrisch angeordnetes Kreuz. Während der oberste, 12 cm breite, den Gacrux symbolisierende und der unterste, 14 cm breite, den Acrux darstellende Stern jeweils 24 cm vom oberen und unteren Flaggenende entfernt angeordnet sind und deren Verbindungsachse parallel zu den Flaggenseiten ausgerichtet ist, beschränkt die Anordnung der beiden anderen Sterne die Symmetrie erheblich: Sie liegen auf einer im mathematisch negativen Drehsinn um 82° zur Vertikalachse gedrehten Gerade; der rechte, der den Decrux darstellt, mit einem Durchmesser von 10 cm in einer Entfernung von 24 cm zum Schnittpunkt beider Achsen, der linke, der für den Becrux steht (mit einem Durchmesser von 12 cm) in einer Entfernung von 28 cm zum selben Schnittpunkt.
Der kleinste Stern des Kreuz des Südens, Epsilon Crucis, fehlt in der Flagge Neuseelands, während in der Flagge anderer südpazifischer Länder (Australien und Papua-Neuguinea) alle 5 Sterne des Sternbilds vorkommen.

### Farbgebung
Sämtliche in der neuseeländischen Flagge vorkommenden Farben orientieren sich an der Farbgebung des britischen Union Jack, der ja das vordere obere Viertel der Flagge einnimmt. Die Angaben in HTML, im RGB-Farbraum, im CMYK-Farbmodell sowie als Pantone-Farbe stellen nicht genau denselben Farbton dar, sondern entsprechen einander nur ungefähr.
| Farbe | Name       | HTML    | RGB         | CMYK        | Pantone |
| ----- | ---------- | ------- | ----------- | ----------- | ------- |
|       | Dunkelblau | #000066 | 0-0-102     | 100-70-0-20 | 280 C   |
|       | Rot        | #CC0000 | 204-0-0     | 0-100-80-5  | 186 C   |
|       | Weiß       | #FFFFFF | 255-255-255 | 0-0-0-0     | 1 C     |

## Geschichte

### Flagge der Vereinigten Stämme (1834–1840)
Die Idee, Neuseeland durch eine Flagge zu repräsentieren, kam zum ersten Mal 1830 auf. In diesem Jahr beschlagnahmten Zollbeamte im Hafen von Sydney ein am Hokianga Harbour gefertigtes Handelsschiff, die Sir George Murray, da keine Flagge dessen Herkunft anzeigte. Zu dieser Zeit wurde in Australien, Neuseelands wichtigstem Handelspartner, britisches Schiffsrecht angewandt. Dieses schrieb vor, dass jedes Schiff eine offizielle Bescheinigung mit sich führen musste, die Aufschluss über Bauort, Besitzer und eben Nationalität gab. Da Neuseeland zu diesem Zeitpunkt noch keine Kolonie des Vereinigten Königreiches war, konnte kein neuseeländisches Schiff unter britischer Flagge fahren. Und ohne eine Flagge, die die Herkunftsnation repräsentiert, würden Schiffe auch in Zukunft beschlagnahmt werden.
Zum Zeitpunkt der Beschlagnahmung der Sir George Murray befanden sich unter anderem zwei hohe Māori-Anführer an Bord des Schiffes. Als diese Nachricht schließlich Neuseeland erreichte, waren viele Māori äußerst empört über das Vorgehen der australischen Beamten. Auch in New South Wales wurde man vermehrt auf die Notlage der Neuseeländer aufmerksam und es regten sich Sympathien für den kleinen Nachbarn. So verlangte zum Beispiel die wöchentlich erscheinende Zeitung Australian eine Gesetzesänderung, um den Neuseeländern jegliche Hindernisse, die den aufblühenden Handel mit Sydney behinderten, aus dem Weg zu schaffen. Obwohl man der Sir George Murray im August 1831 schließlich eine vorübergehende Handelslizenz gestattete, sah man es als notwendig an, eine eigene Flagge einzuführen.

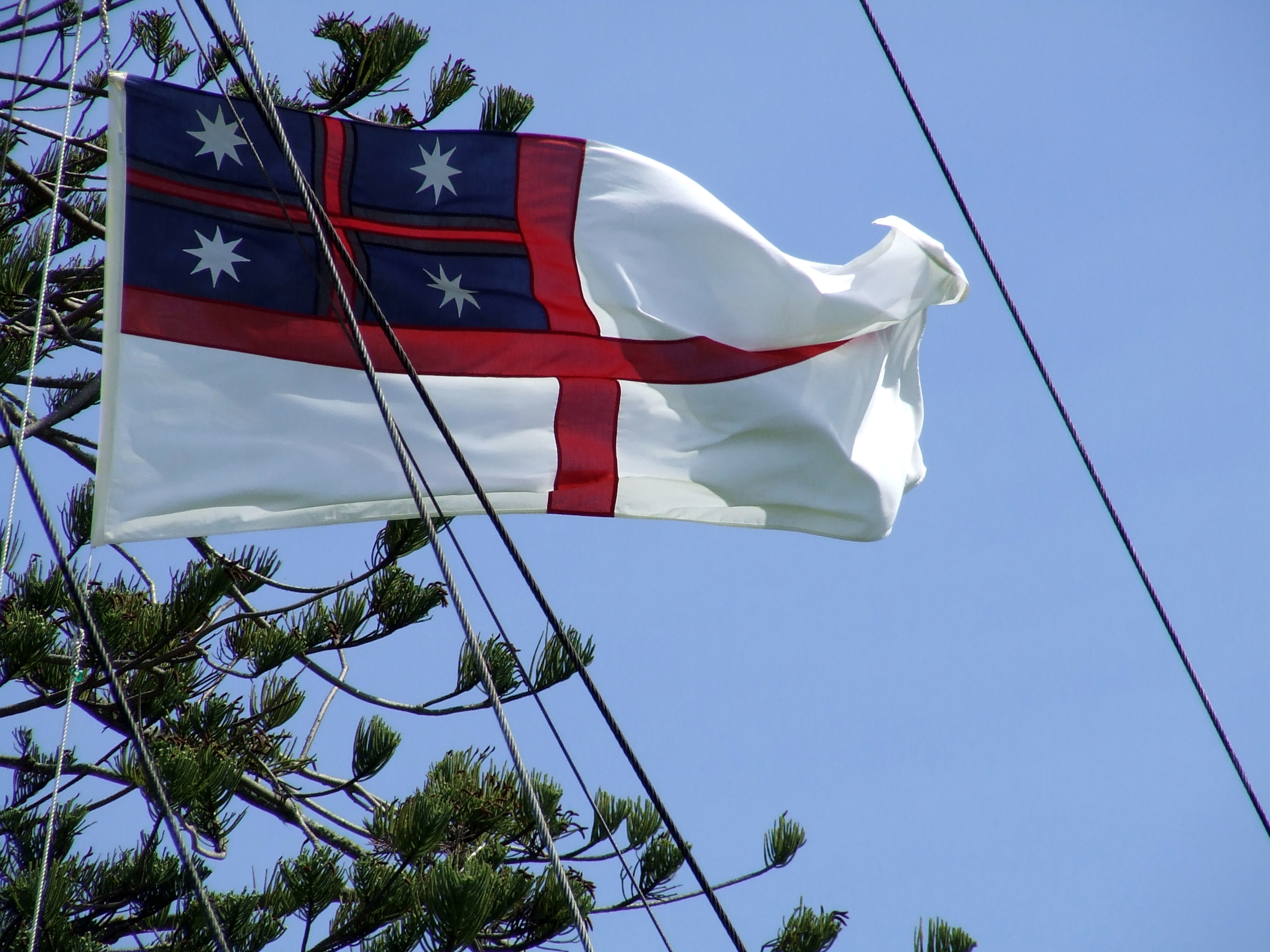
Flagge der United Tribes of New Zealand

Nachdem James Busby britischer Resident von Neuseeland geworden war, machte er der Kolonialverwaltung von New South Wales klar, dass Neuseeland eine Flagge benötigte. Neben der Lösung der Handelsprobleme mit Australien hoffte er, mit der Einführung einer im ganzen Land geltenden Nationalflagge die zahlreichen Māori-Stämme zur Zusammenarbeit bewegen und damit den Weg für eine zentrale Regierung in Neuseeland ebnen zu können. Einen australischen Vorschlag mit vier dunkelblauen, längs verlaufenden Streifen und dem Union Jack in der linken oberen Ecke lehnte Busby sofort ab, da er kaum die Farbe Rot enthielt, die für die Māori von außerordentlicher Bedeutung ist. Am 20. März 1834 schließlich wählten 25 Māori-Anführer sowie zahlreiche Missionare, Siedler und Kommandeure anliegender Schiffe unter drei Vorschlägen eine – später als Flag of the United Tribes of New Zealand (deutsch: Flagge der Vereinigten Stämme Neuseelands) bekannte – Flagge aus. Diese war von einem Missionar der Church Missionary Society, Henry Williams, entworfen worden. Ihr Hauptbestandteil ist ein rotes Georgskreuz auf weißem Grund, das die Flagge in vier gleich große Abschnitte teilt. In der linken oberen Ecke befindet sich ein weiteres rotes Georgskreuz auf blauem Grund. Auf jedem der blauen Felder ist ein weißer Stern eingezeichnet. Unstimmigkeiten gab es nur in Bezug auf die Rahmenfarbe des kleinen Kreuzes (schwarz oder weiß) sowie auf die Anzahl der Zacken der Sterne (8 oder 5).

Abgelehnter Vorschlag von 1834
Flagge der United Tribes of New Zealand

### Der Union Jack (1840–1902)

Der Union Jack

Nach der Unterzeichnung des Vertrags von Waitangi wurde die Flagge der Vereinigten Stämme Neuseelands mitunter gewaltsam durch den Union Jack des Vereinigten Königreiches ersetzt. Damit waren vor allem zahlreiche Māori-Stämme nicht einverstanden, da die neue Staatsflagge ein Symbol der „Macht der Briten über die Māori“ sei. Sie verlangten, dass die alte Flagge Neuseelands parallel zum Union Jack gezeigt werden müsse. Die klare Ablehnung der neuen Nationalflagge wurde zum Beispiel am Vorgehen eines Anführers, Hone Heke, deutlich, als er zwischen 1844 und 1846 wiederholt den symbolisch wichtigen ersten Flaggenmast des Landes in Russell niederschlug und damit die Neuseelandkriege auslöste.
Zur See wurde Neuseeland bis 1865 auch durch britische Marine- und Handelsflaggen repräsentiert. Der Union Jack selbst stellte bis zur offiziellen Einführung der aktuellen Flagge im Jahr 1902 die Nationalflagge des Pazifikstaates dar und wurde teilweise bis in die 1950er-Jahre parallel zu heutigen Fahnen gezeigt. Heutzutage wird der Union Jack nur noch beim Besuch wichtiger britischer Staatsgäste gehisst.

### Die maritimen Ursprünge der neuseeländischen Flagge (1865–1902)
Die Ursprünge der heutigen neuseeländischen Flagge reichen bis zum Imperial Colonial Naval Defence Act aus dem Jahr 1865 zurück. Dieses Gesetz sah vor, dass alle Schiffe, die einer britischen Kolonialregierung gehörten und bis zu diesem Zeitpunkt entweder keine Flaggen, besondere Flaggen oder die Landesflagge verwendeten, zwingend mit einer Blue Ensign fahren mussten, die in der rechten Hälfte mit dem offiziellen Abzeichen oder dem offiziellen Emblem des jeweiligen Staates zu versehen war. Da Neuseeland 1865 noch über kein eigenes Abzeichen oder Emblem verfügte, wurde eine simple Blue Ensign ohne jegliches charakteristisches Unterscheidungsmerkmal benutzt. Als die neuseeländischen Dampfer St. Kilda und Sturt auf britische Schiffe stießen, wurden sie gerügt, weil sie unter keiner eigenen Blue Ensign fuhren. Dieses peinliche Aufeinandertreffen veranlasste die neuseeländische Regierung dazu, eine eigene Ensign zu entwerfen.

Die neuseeländische Blue Ensign von 1867.

Zahlreiche Vorschläge gingen ein – beispielsweise sollte unter einem Siegel Neuseelands der Staatsname eingefügt werden. Da diese Kombination zu aufwändig war, gab es Überlegungen, stattdessen mit vier roten Sternen, die jeweils weiß eingerahmt werden sollten, das „Kreuz des Südens“ zu symbolisieren. Dieser Vorschlag wurde aber als zu wenig charakteristisch für Neuseeland angesehen. 1867 schließlich entschied sich die Regierung für die beiden Buchstaben „NZ“, die in roter Schrift mit einer weißen Umrahmung auf der neuseeländischen Blue Ensign prangen sollten. Diese Flagge hatte jedoch nur kurz Bestand, denn schon zwei Jahre später wurde die Buchstabenkombination durch den vorangegangenen Vorschlag – das Kreuz des Südens – ersetzt; damit war die heutige neuseeländische Flagge geboren.
Obwohl diese Flagge offiziell nur zur Verwendung auf hoher See bestimmt war, wurde sie immer öfter in Neuseeland selbst benutzt, auch wenn der Union Jack weiterhin die Nationalflagge des Landes blieb. Weitere Verwirrung verursachte ein neuartiges internationales Signalbuch im Jahr 1899, das noch im selben Jahr eine neue neuseeländische Signalflagge einführte. Diese ähnelte der damaligen Seeflagge des Landes, doch unter dem Kreuz des Südens befand sich nun eine weiße Scheibe. Ursprünglich war auch diese Fahne nur zur Verwendung auf See oder in fremden Häfen gedacht, doch schon bald befand sie sich an öffentlichen Gebäuden und wurde zu Werbezwecken benutzt. Die Signalfahne mit dem weißen Kreis war Mittelpunkt vieler Debatten im neuseeländischen Parlament; die ursprüngliche Seeflagge Neuseelands sei hierdurch verstümmelt worden, hieß es etwa.
Mit dem Ausbruch des Burenkriegs, an dem sich auch Neuseeland beteiligte, und nachfolgend einem erstarkenden Patriotismus gewannen Nationalsymbole an Bedeutung; dem damaligen Premierminister von Neuseeland Richard Seddon war das ganze Durcheinander um die Flagge allerdings peinlich. Deswegen hatte er im Sinn, die ursprüngliche Blue Ensign Neuseelands (ohne die weiße Scheibe) zur Nationalflagge des Landes zu machen. Im Vereinigten Königreich stieß das Vorhaben zuerst auf Widerstand, da die Blue Ensign ursprünglich nur von Schiffen, die dem Staat gehörten, benutzt werden durfte. Mit Einschränkungen und nach Ausräumung kleinerer Unstimmigkeiten konnte das Vorhaben dennoch realisiert werden. So wurde Ende des Jahres 1901 beispielsweise festgelegt, dass in der Flagge nur vier Sterne vorkommen, nicht fünf wie in den meisten Flaggen, die auch das Kreuz des Südens verwenden. Am 24. März 1902 billigte König Eduard VII. schließlich das Gesetz, das am 12. Juni 1902 durch den neuseeländischen Gouverneur in der New Zealand Gazette veröffentlicht wurde.

## Die Flaggendebatte

### Überblick über den Stand der Debatte

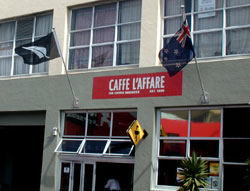
Manchmal wird die Silberfarn-Flagge neben der Nationalflagge gezeigt (hier in Wellington)

Seit einigen Jahren gibt es immer wieder Vorschläge, die aktuelle Nationalflagge durch eine neue zu ersetzen. 1998 unterstützte die damalige Premierministerin Jenny Shipley das Vorhaben der Kulturministerin Marie Hasler, eine neue Nationalflagge einzuführen. Zustimmung erhielt das Vorhaben auch vom neuseeländischen Tourismusverband (New Zealand Tourism Board). Dabei bevorzugte sie die Silberfarn-Flagge, die ein neuseeländisches Nationalsymbol zeigt und damit den Prinzipien der Ahornblattflagge folgt. Die Diskussion nahm aber ein Ende, als bekannt wurde, dass der Verband Werbeverträge mit der Agentur Saatchi & Saatchi abgeschlossen hatte. Deren damaliger Vorsitzender Kevin Roberts, ebenfalls ein Verfechter der Silberfarn-Flagge, war zudem ein guter Freund von Shipley.
Eine weitere groß angelegte Aktion zur Änderung der Nationalflagge begann im Jahr 2003, als vom Wellingtoner Unternehmer Lloyd Morrison der NZFlag.com Trust gegründet wurde. Diese Stiftung verfolgte das Ziel, ein unverbindliches Referendum zu diesem Thema herbeizuführen. Nach neuseeländischem Recht können Volksbegehren nur abgehalten werden, wenn sich mindestens 10 % der wahlfähigen Gesamtbevölkerung in eine Liste eintragen, die dann dem Parlament vorgelegt wird. Die Erstellung einer solchen Petition begann schließlich im Jahr 2004.
Als Gegenbewegung zum NZFlag.com Trust wurde 2005 in Auckland das New Zealand Flag Institute gegründet, das gegen eine Volksabstimmung war, die alte Nationalflagge des Landes verteidigte und versuchte, den Neuseeländern die Symbolik der veränderten britischen Blue Ensign deutlich zu machen. Zur Überraschung einiger Anhänger dieser Bewegung sprach sich die Royal New Zealand Returned Services’ Association (RSA), Neuseelands größte Organisation für Kriegsveteranen, nicht explizit für die Beibehaltung der alten Flagge aus, da sie sich nicht in die Politik einmischen wollte.
Trotz alledem verfehlte die Petition das Ziel, bei den Parlamentswahlen im September 2005 vorgetragen zu werden. Die ganze Aktion wurde im darauf folgenden Juli beendet. Statt der benötigten 270.000 trugen sich nur etwa 100.000 Neuseeländer in die Liste ein. Während das Flag Institute das Fehlschlagen des Projekts als Unterstützung für die aktuelle Nationalflagge wertete, begründete der NZFlag.com Trust sein Scheitern mit dem mehrheitlichen Desinteresse der neuseeländischen Bevölkerung an einer Veränderung. Während sich im Juli 1999 ca. 64 % der Einwohner des Landes gegen und nur ca. 24 % für einen Wechsel aussprachen, waren 2004 noch 59 % gegen eine neue Nationalflagge. Die Zahl der Befürworter einer neuen Flagge stieg indessen auf 37 %.

Beispiel für eine neue Flagge mit dem weißen Silberfarn (von James Dignan, 1998)

#### 2014 bis 2016: Auf dem Weg zum Referendum
Im März 2014 kündigte Premierminister John Key an, dass binnen drei Jahren ein Referendum über die Einführung einer neuen Flagge abgehalten werden solle. Die Oppositionsparteien unterstützten dies und sagten zu, im Falle eines Regierungswechsels an dem Vorhaben festzuhalten. Nach Ansicht von Key sollte die neue Flagge diejenige mit dem weißen Silberfarn auf schwarzem Grund sein, er sei aber für weitere Vorschläge offen.
Im Jahr 2015 wurde eine 12-köpfige Kommission beauftragt, die Flaggendebatte landesweit voranzubringen; am Ende sollte in einem ersten Referendum der beste aus vier Entwürfen (im September 2015 um einen fünften Entwurf ergänzt) ausgewählt werden. Dieser wurde dann in einem zweiten Referendum von 3. bis 24. März 2016 als Ersatz der bisherigen Flagge von den Wählern abgelehnt. (Weiter unten sind noch andere Entwürfe dargestellt.)

Die fünf Vorschläge für das erste Referendum
Option A (von Alofi Kanter)
Option B (von Kyle Lockwood)
Option C (von Andrew Fyfe)
Option D (von Kyle Lockwood)
Option E (von Aaron Dustin)

Option B war ein bekannter Entwurf von Kyle Lockwood aus Wellington. Die Flagge, die der momentanen zumindest entfernt ähnlich sieht, wurde im Jahr 2000 entworfen und erregte 2004 die Aufmerksamkeit der neuseeländischen Öffentlichkeit, als sie bei einem Wettbewerb den ersten Platz belegte. Im darauf folgenden Jahr wurde sie sogar im Fernsehen auf TV3 gezeigt. Der Silberfarn repräsentiert die Menschen Neuseelands, die vier Sterne das Kreuz des Südens und damit die Lage des Pazifikstaates. Die blaue Farbe weckt Assoziationen an den Ozean, der das Land umgibt, die rote Farbe steht sowohl für die Māori als auch für die Zeiten des Krieges, während das Weiß des Farns das „Land der langen weißen Wolke“, wie Aotearoa, die Māori-Bezeichnung Neuseelands meist übersetzt wird, symbolisiert.

#### Das erste Referendum
Die Frage des ersten Referendums lautete:

“If the New Zealand flag changes, which flag would you prefer?”

„Welche Flagge bevorzugten Sie, falls die Flagge Neuseelands geändert würde?“

Die Abstimmung erfolgte nach dem Wahlsystem Instant-Runoff-Voting, d. h. die Wähler konnten die Vorschläge entsprechend ihrer Präferenz durchnummerieren (1. – 2. – 3. – 4. – 5. Präferenz). Da in der ersten Abstimmungsrunde keiner der fünf Entwürfe die Mehrheit der Erste-Präferenz-Stimmen erzielte, wurde der Entwurf mit der niedrigsten Erste-Präferenz-Stimmenzahl eliminiert und alle nachfolgenden rückten auf den Stimmzetteln eine Position auf. Anschließend wurden erneut die Erste-Präferenz-Stimmen gezählt. Dies wurde so lange wiederholt, bis ein Entwurf die Mehrheit der Erste-Präferenz-Stimmen hatte. Die Abstimmung fand vom 20. November 2015 bis 11. Dezember 2015 statt. Am 15. Dezember wurden die Ergebnisse bekanntgegeben. Die Entscheidung fiel dabei sehr knapp zwischen den beiden Silberfarn-Entwürfen von Kyle Lockwood.
| Option                        | Erste Präferenz               | Erste Präferenz               | Zweiter Durchgang  | Zweiter Durchgang  | Dritter Durchgang  | Dritter Durchgang  | Letzter Durchgang | Letzter Durchgang |
| Option                        | Stimmen                       | %                             | Stimmen            | %                  | Stimmen            | %                  | Stimmen           | %                 |
| ----------------------------- | ----------------------------- | ----------------------------- | ------------------ | ------------------ | ------------------ | ------------------ | ----------------- | ----------------- |
| Option D                      | 559.587                       | 40,15                         | 564.660            | 40,85              | 613.159            | 44,77              | 670.790           | 50,58             |
| Option B                      | 580.241                       | 41,64                         | 584.442            | 42,28              | 607.070            | 44,33              | 655.466           | 49,42             |
| Option E                      | 122.152                       | 8,77                          | 134.561            | 9,73               | 149.321            | 10,90              | –                 | –                 |
| Option A                      | 78.925                        | 5,66                          | 98.595             | 7,13               | –                  | –                  | –                 | –                 |
| Option C                      | 52.710                        | 3,78                          | –                  | –                  | –                  | –                  | –                 | –                 |
| Gesamt                        | 1.393.615                     | 100,00                        | 1.382.258          | 100,00             | 1.369.550          | 100,00             | 1.326.256         | 100,00            |
| Nicht transferierbare Stimmen | Nicht transferierbare Stimmen | Nicht transferierbare Stimmen | 11.357             | 0,73               | 24.065             | 1,56               | 67.359            | 4,35              |
| Informelle Stimmen            | Informelle Stimmen            | Informelle Stimmen            | Informelle Stimmen | Informelle Stimmen | Informelle Stimmen | Informelle Stimmen | 149.747           | 9,68              |
| Ungültige Stimmen             | Ungültige Stimmen             | Ungültige Stimmen             | Ungültige Stimmen  | Ungültige Stimmen  | Ungültige Stimmen  | Ungültige Stimmen  | 3.372             | 0,22              |
| Stimmen gesamt                | Stimmen gesamt                | Stimmen gesamt                | Stimmen gesamt     | Stimmen gesamt     | Stimmen gesamt     | Stimmen gesamt     | 1.546.734         | 100,00            |
| Beteiligung                   | Beteiligung                   | Beteiligung                   | Beteiligung        | Beteiligung        | Beteiligung        | Beteiligung        | 48,78             | 48,78             |

Nicht transferierbare Stimmen bezeichnet die Stimmzettel, bei denen keine Präferenzen in die nächste Auszählungsrunde transferiert werden konnten, weil alle Optionen verbraucht waren. Dies konnte dann vorkommen, wenn die Wähler nicht alle Präferenzen auf dem Stimmzettel ausgenutzt hatten. Konkretes Beispiel: Es wurde Option C als erste und Option A als zweite Präferenz auf dem Stimmzettel angekreuzt. Dann wurde die Stimme in der dritten Auszählung als nicht transferierbar gewertet.

Informelle Stimmen waren solche, bei denen der Wähler nicht eindeutig seine erste Präferenz gekennzeichnet hatte.

Ungültige Stimmen waren solche, die nicht lesbar waren oder aus formalen Gründen als ungültig gewertet wurden.

#### Das zweite Referendum
Ein zweites Flaggenreferendum wurde vom 3. bis 24. März 2016 abgehalten. Hier wurden die Wähler gefragt, welche Flagge sie bevorzugen: den Siegerentwurf aus dem ersten Referendum oder die bisherige Flagge. Eine mögliche Reform hing also vom Ausgang dieses Referendums ab.

“What is your choice for the New Zealand flag?”

„Welche Flagge wählen Sie als Flagge Neuseelands?“

Auf dem Wahlzettel waren die beiden Flaggenentwürfe im Miniaturformat in Farbe abgebildet. Einer der beiden Entwürfe war anzukreuzen.

Ergebnisse nach Wahlbezirken (die kleine Karte rechts unten zeigt die Wahlergebnisse der Māori-Bevölkerung). Rot: Mehrheit für bisherige Flagge, grün: Mehrheit für neue Flagge.

| Option             | Stimmen   | Prozent |
| ------------------ | --------- | ------- |
| neue Flagge        | 915.008   | 43,2    |
| bisherige Flagge   | 1.200.003 | 56,6    |
| Gesamt             | 2.115.011 | 100,0   |
| Informelle Stimmen | 4.942     |         |
| Ungültige Stimmen  | 4.554     |         |
| Stimmen gesamt     | 2.124.507 | 100,00  |
| Beteiligung        | 63,7      | 63,7    |

### Argumente für die Beibehaltung der alten Flagge

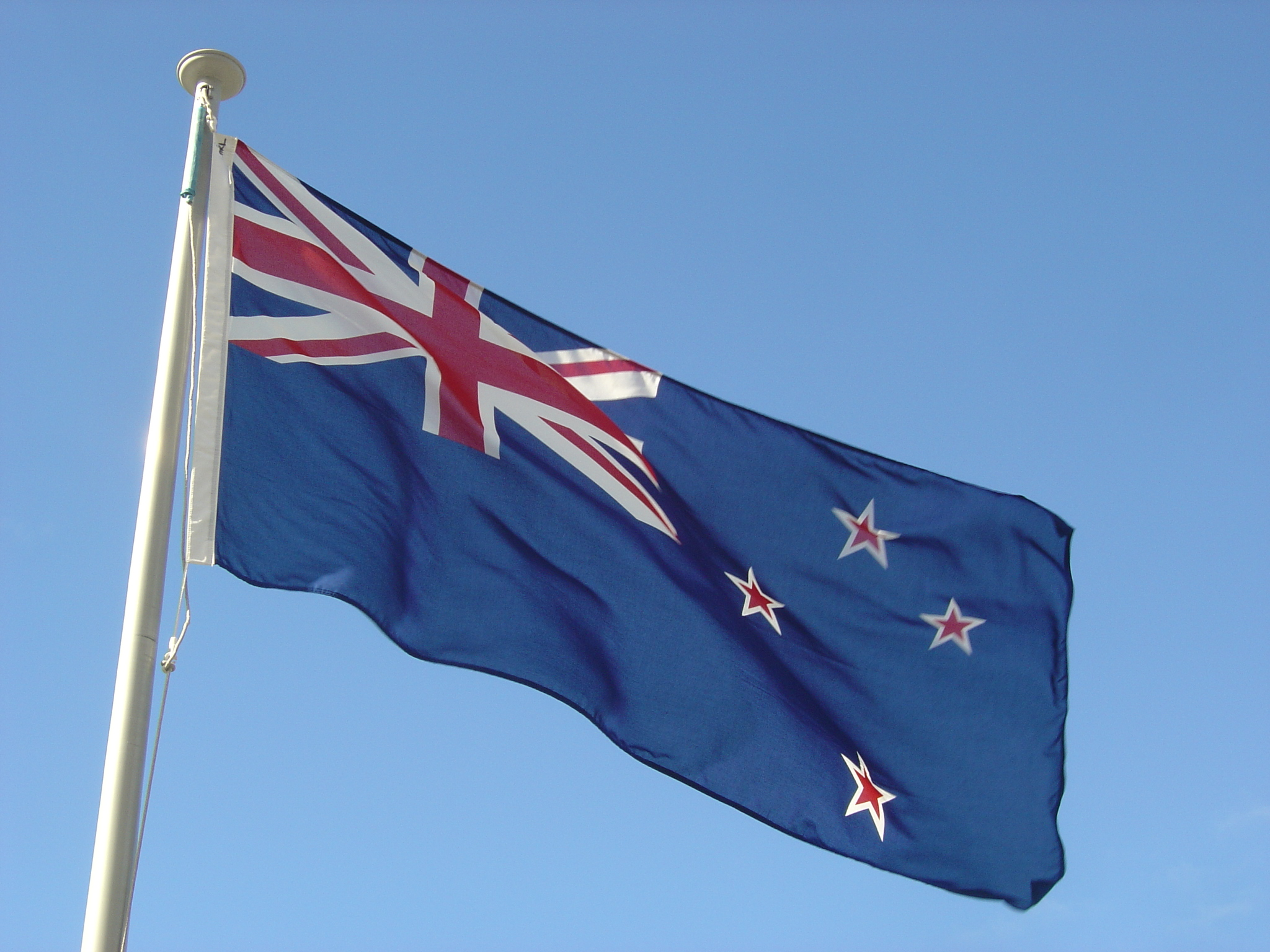
Die aktuelle Nationalflagge Neuseelands (hier in Wellington)

Das New Zealand Flag Institute ist gegen die Einführung einer neuen Nationalflagge und für die Beibehaltung der alten. Seine wichtigsten Argumente sind:
- Sie ruft Emotionen bei Neuseeländern hervor.
- Die Flagge legt unmissverständlich die gemeinsame Geschichte mit dem Vereinigten Königreich innerhalb des Britischen Imperiums und nun des Commonwealth of Nations dar.
- Des Weiteren gibt sie Aufschluss über Neuseelands Lage auf der Südhalbkugel.
- Gegner einer neuen Flagge bemängeln, die meisten Vorschläge seien auf die Māori oder Polynesien fixiert, obwohl ein Großteil der neuseeländischen Bevölkerung angelsächsischer oder keltischer Abstammung ist.
- Ein Argument für die Beibehaltung der aktuellen Flagge ist das farbenfrohe Design.
- Gegen die Einführung einer Flagge mit einem Silberfarn als Motiv spricht, dass diese Pflanze bereits seit 1893 offizielles Logo der All Blacks, der neuseeländischen Rugby-Union-Nationalmannschaft ist und daher meist mit Sport assoziiert wird.
- Einer der wichtigsten Punkte für die alte Flagge ist, dass viele Neuseeländer unter ihr in mehrere Kriege gezogen sind und dass die Einführung einer neuen Flagge daher das Gedenken an die Kriegsveteranen beeinträchtigen würde.
- Schließlich begründen die Befürworter der aktuellen Nationalflagge ihre Haltung mit der Tatsache, dass Neuseeland schon über 100 Jahre durch diese Flagge repräsentiert wird.

### Argumente für die Einführung einer neuen Flagge

Vorschlag des NZFlag.com Trust mit Silberfarn

Der NZFlag.com Trust bemüht sich um die Einführung einer neuen Nationalflagge mit folgenden Argumenten:
- Die aktuelle Flagge ist eine verunstaltete britische Blue Ensign und lässt den Gedanken aufkommen, Neuseeland sei weiterhin eine Kolonie oder ein Landesteil des Vereinigten Königreiches.
- Des Weiteren lässt sie Neuseelands Lage im polynesischen Kulturraum im Allgemeinen sowie die Māori, das indigene Volk des Pazifikstaates, im Speziellen unberücksichtigt.
- Außerdem hat die Flagge allein vom Aussehen her nur wenig Verbindung zum Land selbst.
- Ein weiterer wichtiger Punkt für die Einführung einer neuen Flagge ist die Tatsache, dass die neuseeländische Flagge oft mit denen vieler anderer Länder, die ebenfalls auf einer Blue Ensign basieren (vor allem der australischen Flagge, von der sie sich im Wesentlichen nur in der Farbe und Anzahl der Sterne unterscheidet) verwechselt wird.
- Zudem hätte eine neue Flagge mit einem Silberfarn als Motiv einen besonderen Bezug zur Geschichte Neuseelands. Denn schon seit dem Burenkrieg stellt der Silberfarn ein neuseeländisches Militärabzeichen dar. Diese Tradition wurde sowohl im Ersten Weltkrieg als auch im Zweiten Weltkrieg fortgeführt. Daher ist der Silberfarn schon heute ein Nationalsymbol des Landes, das zum Beispiel im neuseeländischen Wappen und auf der 1-Dollar-Münze vorkommt.
- Zu guter Letzt bemängeln die Befürworter einer neuen Flagge das mangelnde Nationalgefühl in Bezug auf die britisch orientierte Flagge. Während viele Menschen in Kanada, den Vereinigten Staaten stolz ihre eigenen Nationalflaggen hissen, die in den jeweiligen Ländern längst zu Nationalsymbolen geworden sind, können sich die Neuseeländer mit ihrer eigenen nationalen Identität nicht mit der veränderten Blue Ensign identifizieren.

### Vorschläge der Befürworter
Unter den Befürwortern einer neuen Nationalflagge herrscht keine Einigkeit über das zukünftige Aussehen. Seit Beginn des 21. Jahrhunderts wurden bereits zahlreiche Flaggenwettbewerbe abgehalten, zu denen jeder seine eigenen Vorschläge beisteuern konnte. Neben der oben gezeigten Flagge mit dem von einer schwarzen Fläche umgebenden Silberfarn als Hauptmotiv, die die neuseeländischen Nationalfarben (Schwarz/Silber) enthält und vom NZFlag.com Trust bevorzugt wird, existieren noch zahlreiche weitere Vorschläge, die zum Teil erhebliches Interesse unter der neuseeländischen Bevölkerung hervorgerufen haben.

Die Koruflagge von Friedensreich Hundertwasser (1983).

Der Wahl-Neuseeländer Friedensreich Hundertwasser entwarf 1983 die Koruflagge, die inzwischen eine geschichtsreiche Alternative zur offiziellen Nationalflagge des Landes darstellt. Hauptmotiv dieser weißen Flagge, die links mit einem schwarzen Streifen versehen ist, bildet der Koru, ein stilisiert dargestellter, sich entrollender Farnwedel, der inzwischen nicht mehr nur für die Māori, sondern auch für die nationale Identität selbst eine große Rolle spielt. Auf diese Fahne trifft man im ganzen Land relativ häufig, besonders bei Anhängern der alternativen Subkultur.

## Weitere Flaggen in Zusammenhang mit Neuseeland

Neuseeländische White Ensign

Alle Schiffe der Royal New Zealand Navy müssen unter der New Zealand White Ensign, der neuseeländischen Seekriegsflagge, fahren. Zugleich wird die Fahne vor allen Einrichtungen der neuseeländischen Marine gehisst. Die Flagge selbst ersetzte erst im Jahr 1968 die zuvor gebräuchliche britische White Ensign, auf der ihr neuseeländisches Pendant basiert. In der vorderen oberen Ecke befindet sich der Union Jack, während die rechte Hälfte von vier roten, fünfzackigen Sternen auf weißem Hintergrund, die das Kreuz des Südens repräsentieren, dominiert wird.

Neuseeländische Red Ensign

Die neuseeländische Red Ensign hat die britische zum Vorbild. Sie setzt sich aus dem Union Jack in der vorderen oberen Ecke und vier weißen, fünfzackigen Sternen auf rotem Grund zusammen, die für das Kreuz des Südens stehen. Diese Flagge wurde im Jahr 1901 als Ersatz für die einfache britische Red Ensign eingeführt und übernahm ihre Rolle als Handelsflagge, unter der alle Schiffe der neuseeländischen Handelsmarine fahren mussten. Heutzutage müssen Schiffe, die der neuseeländischen Regierung gehören, aber nicht zur Royal New Zealand Navy gehören, unter der Nationalflagge fahren. Alle anderen neuseeländischen Schiffe können frei zwischen der Nationalflagge, der Red Ensign und weiteren, vom Generalgouverneur Neuseelands erlaubten Flaggen entscheiden. Obwohl die Flagge eigentlich nur für den Einsatz auf hoher See gedacht war, wurde den Māori, die von jeher die rote Farbe auf Flaggen bevorzugen (zuletzt im Flags, Emblems, and Names Protection Act aus dem Jahr 1981 zugesichert), gestattet, die Red Ensign auch zu Land verwenden zu dürfen. Außerdem ist es in Neuseeland im Hinblick auf langjährige Māori-Traditionen erlaubt, offizielle Flaggen zu verändern. So benutzen viele Māori-Stämme nicht nur eine einfache neuseeländische Red Ensign, sondern auch eine, auf der in der unteren Hälfte der Name des Stammes steht.

Die Flagge der Māori-Unabhängigkeitsbewegung (seit 1990)

Die neuseeländische Red Ensign wird im informellen Gebrauch an Land mehr und mehr durch eine neue Māori-Flagge ersetzt, auf der jeglicher Bezug zur ehemaligen Kolonialmacht Großbritannien fehlt. Diese Flagge wurde im Jahr 1990 von Hiraina Marsden, Jan Smith und Linda Munn entworfen und in einem nationalen Flaggenwettbewerb als Sieger auserkoren. Seitdem diente sie als Symbol für Tino rangatiratanga, der Unabhängigkeitsbewegung der Māori, und wurde von immer mehr Vertretern dieser Bevölkerungsgruppe benutzt. Seit 2009 ist sie die offizielle Flagge der Māori und wird neben der Nationalflagge Neuseelands am Waitangi Day gesetzt. Das Schwarz im oberen Teil der Flagge repräsentiert Te Korekore, den Bereich des möglichen Seins (englisch: potential being) und damit die lange Dunkelheit, aus der die heutige Welt hervorging. Das Weiß in der Mitte der Flagge steht für Te Ao Marama, den Bereich des Seins und des Lichts (englisch: being and light), stellt also die momentane Welt dar, die Reinheit, Harmonie und Erleuchtung symbolisiert. Das Rot, das den unteren Teil der Flagge dominiert, steht in diesem Zusammenhang für Te Whei Ao, also etwa das zukünftige Sein (englisch: Coming into Being). Doch Rot spielt bei den Māori eine noch weitaus größere Rolle: Aus der Farbe Rot wurden nämlich die ersten Menschen erschaffen. Die verwundene Stelle in der vorderen Hälfte der Flagge schließlich stellt ein Koru, ein junges, sich entfaltendes Farnblatt dar. Es steht für die Entstehung von neuem Leben, für Wiedergeburt, für Erneuerung und für die Hoffnung auf die Zukunft.

Emblem der RNZAF

Flagge der Luftwaffe

Die aktuelle Flagge der Luftwaffe, der Royal New Zealand Air Force (RNZAF), wird meist nur noch an neuseeländischen Luftstützpunkten und zu öffentlichen Anlässen verwendet. Sie ist fast mit der Flagge der britischen Royal Air Force (RAF) identisch. Beide tragen in der vorderen oberen Ecke den Union Jack, vor einem hellblauen Hintergrund befinden sich drei jeweils konzentrische Ringe in Dunkelblau, Weiß und Rot. In der neuseeländischen Flagge aber wurde innerhalb des roten Kreises noch die Buchstabenkombination „NZ“ hinzugefügt. Auf Flugzeugen und Hubschraubern der neuseeländischen Luftwaffe wird nicht die gesamte Flagge abgebildet, sondern nur ein Emblem. Letzteres gleicht aber nicht dem Symbol auf der Flagge. Für das neuseeländische Emblem diente zwar das britische als Vorbild, doch 1957 wurde als Unterscheidungsmerkmal auf der innersten roten Scheibe noch ein weißer Silberfarn hinzugefügt. Wegen der nicht gewünschten Ähnlichkeit mit einer Feder wurde der Farn jedoch bald darauf nur noch silbern verwendet. Weil diese Veränderung an den aluminiumfarbenen Flugzeugen jedoch danach aussah, als sei die Farbe abgeblättert, entschied man sich am 10. Oktober 1970 dafür, die innerste rote Scheibe durch einen roten Kiwi zu ersetzen.

Flagge der zivilen Luftfahrt Neuseelands.

Die Flagge der zivilen Luftfahrt Neuseelands (englisch: New Zealand Civil Air Ensign) besteht aus einem dunkelblauen Kreuz mit einer weißen Umrahmung, das die Fahne in vier gleich große, hellblaue Bereiche unterteilt. In der vorderen oberen Ecke befindet sich der Union Jack, in der rechten unteren Ecke vier rote, fünfzackige Sterne, die das Kreuz des Südens symbolisieren. Die Flagge wird an allen Flughäfen und Flugplätzen des Landes gehisst und befindet sich an jedem neuseeländischen Flugzeug. Außerdem weht die Flagge an allen Einrichtungen des neuseeländischen Ministeriums für Zivile Luftfahrt (Civil Aviation Authority of New Zealand).